# Otto Frei
Otto Frei (* 5. März 1924 in Steckborn; † 15. Juli 1990 in Bursinel) war ein Schweizer Journalist und Schriftsteller.

## Leben
Otto Frei wurde 1924 als Sohn eines katholischen Holz- und Obsthändlers in Steckborn am Untersee geboren. 1938–1942 besuchte er das Gymnasium an der Kantonsschule Frauenfeld. In Zürich, Basel und Paris studierte er Geschichte und Germanistik. 1949 wurde er zum Dr. phil. promoviert, mit seiner Dissertation Die geistige Welt Thomas Bornhausers.
Als Korrespondent der Neuen Zürcher Zeitung arbeitete er von 1951 bis 1966 in West-Berlin (1955/1956 in Rom). Als erster vollamtlicher Westschweiz-Korrespondent desselben Blattes wirkte er von 1966 bis 1989 in Lausanne. Er liess sich in Bursinel am Genfersee nieder. Bei der Vermittlung zwischen den Schweizer Sprachregionen trat er insbesondere als Mitbegründer, Präsident und Gönner der Oertli-Stiftung hervor.
Otto Frei schrieb mehrere Sachbücher sowie Erzählungen und Romane. Diese veröffentlichte er u. a. in den Verlagen Huber (Frauenfeld), Arche und Atlantis (Zürich). Sein Nachlass befindet sich im Schweizerischen Literaturarchiv. Freis literarisches Erstlingswerk, die Erzählung Jugend am Ufer, brachte Friedrich Dürrenmatt 1973 seinem Verleger Peter Schifferli ins Programm. Die fünf Steckborner Romane wurden im Jahr 2013 vereint in einem Band herausgegeben, ergänzt um eine Biografie des Autors von dessen früherem Lektor Charles Linsmayer.

## Würdigung
- Charles Linsmayer:

«Das Eindrückliche an den fünf [Steckborner] Romanen aber ist, dass die Tragik bis zuletzt mit groteskem Humor und sinnlich-ansteckender Erzählfreude einhergeht.»
«Es bewahrt ihn sein Sprachstil, der durch kurze, lapidare, oftmals dialektgefärbte, sinnlich bildhafte Sätze und durch einen raschen, flüssigen Erzählduktus gekennzeichnet ist, vor Sentimentalität und Beschaulichkeit.»
- Sibille Tröml:[7]

«Die Faszination, die von Freis kurzen Geschichten ausgeht, ist vielfältiger Art.»
«Frei schafft auch Erzählungen, in denen er auf erfrischende und zugleich nachdenklich machende Art den Facettenreichtum menschlichen (Er-)Lebens mit vielen seiner Höhen und Tiefen, seiner hellen und dunklen Seiten zeigt.»
- Eduard Stäuble:[8]

«Die beiden Berufe Journalist und Schriftsteller haben sich in Otto Frei von Anfang an durchdrungen, und die Qualitäten, die den Journalisten Frei auszeichnen, kamen immer auch dem Schriftsteller zugute, und umgekehrt.»
«Einen welschen Alemannen nennen ihn die einen, einen thurgauischen Waadtländer die andern. Zutreffend ist beides. […] Das ist das Faszinierende, ebenso Wohltuende wie Vergnügliche, daß wir in Otto Frei einen deutschsprachigen Autor vor uns haben, der offenbar bei den Franzosen in die Schule gegangen ist.»

## Auszeichnungen
- 1980: Prix de L’État de Berne der Universität Lausanne, für sein journalistisches Wirken.
- 1980: Thurgauer Kunstpreis.
- 1980: Bodensee-Literaturpreis der Stadt Überlingen.

## Werke
Sachbuch (Auswahl)
- Vielfältige welsche Schweiz. NZZ, Zürich 1968 (= NZZ-Schriften zur Zeit, Band 5).
- Paris und sein Anspruch auf Führung in Kultur und Sprache. Atlantis, Zürich/Freiburg 1968.
- Mit Benedikt Fehr und Hans Fehr: Widnau, Geschichte und Gegenwart. Politische Gemeinde und Ortsgemeinde, Widnau 1982.

Belletristik
- Jugend am Ufer. Erzählung. Arche, Zürich 1973.*
- Dorf am Rebhang. Roman. Arche, Zürich 1974.
- Beim Wirt zum Scharfen Eck. Roman. Arche, Zürich 1976.*
- Zu Vaters Zeit. Roman. Arche, Zürich 1978.*
- Berliner Herbst. Erzählungen. Arche, Zürich 1979.
- Abschied in Zermatt. Roman. Arche, Zürich 1980.
- Bis sich Nacht in die Augen senkt. Roman. 1982.*
- Du wirst noch tausend Jahre leben – Geschichte eines Raben. Huber, Frauenfeld 1983.
- Rebell. Huber, Frauenfeld 1987.*

- «Steckborner Pentalogie.» Neuausgabe: Huber, Frauenfeld 2013, ISBN 978-3-7193-1584-9 (= Reprinted by Huber, Nr. 30).